# BackupHDDVD
BackupHDDVD är en programvara med vars hjälp det är möjligt att göra backup av en HD-DVD-skiva där innehållet skyddas av Advanced Access Content System.